# Андреас Райзінгер
Андреас Райзінгер (нім. Andreas Reisinger, нар. 14 жовтня 1963, Відень) — австрійський футболіст, півзахисник. По завершенні ігрової кар'єри — тренер.
Виступав, зокрема, за «Аустрію» (Зальцбург), з якою став чемпіоном Австрії, а також національну збірну Австрії, у складі якої був учасником чемпіонату світу 1990 року.

## Клубна кар'єра
Вихованець школи команди «Фольдерс». У дорослому футболі дебютував 1983 року виступами за команду «Фаворітнер» з рідного міста Відень, в якій провів три сезони, два з них у Бундеслізі, в якій він зіграв у 41 матчі.
Своєю грою за цю команду привернув увагу представників тренерського штабу іншого столичного клубу «Вінер Шпорт-Клуб», до складу якого приєднався 1986 року. Відіграв за цю віденську команду наступні три сезони своєї ігрової кар'єри. Більшість часу, проведеного у складі «Вінер Шпорт-Клуба», був основним гравцем команди.
Протягом 1989—1991 років захищав кольори клубу «Рапід» (Відень), після чого 1991 року уклав контракт з «Аустрією» (Зальцбург), у складі якої провів наступні три роки своєї кар'єри гравця. Граючи у складі «Ред Булла» також здебільшого виходив на поле в основному складі команди. За цей час виборов титул чемпіона Австрії у 1994 році, а також дійшов до фіналу Кубка УЄФА того ж року.
Завершував професіональну кар'єру у клубах «Форвартс-Штайр» та «Вінер Шпорт-Клуб», після чого грав на аматорському рівні за клуби «Цайзельмауер» (1998—2000), «Флорідсдорфер» (2000—2001), «Кремсер» (2001—2003) та «Тріестер» (2003—2004).

## Виступи за збірну
11 квітня 1989 року дебютував в офіційних матчах у складі національної збірної Австрії в товариській грі проти Чехословаччини (1:2).
У складі збірної був учасником чемпіонату світу 1990 року в Італії, зігравши у одному матчі проти збірної США (2:1), а австрійці не змогли вийти з групи.
Останню гру провів 31 жовтня 1990 року проти Югославії (1:4). Загалом протягом кар'єри у національній команді провів у її формі 10 матчів.

## Кар'єра тренера
Завершивши ігрову кар'єру, Райзінгер залишився у «Вінер Шпорт-Клуб», де був головним тренером команди до кінця року. Згодом протягом 2001 року очолював тренерський штаб клубів «Флорідсдорфер» та «Ферст Вієнна», а у 2002—2003 роках тренував «Кремсер».
З 2005 по червень 2011 року Райзінгер був головним тренером резервної команди «Рапід» (Відень).
У 2012 році Райзінгер очолював клуб «Тульн», наступного року — «Перхтольдсдорф», а з червня 2013 року по січень 2014 року він був тренером «Вінер Вікторії». В подальшому очолював низку інших невеликих клубів Австрії.

## Титули і досягнення
- Чемпіон Австрії (1):

«Аустрія» (Зальцбург): 1993/94